# A Segunda Vida de Francisco de Assis
A Segunda Vida de Francisco de Assis é uma peça de teatro de José Saramago, lançada em 1987. Foi editada em Abril de 1987 e representada no mesmo ano.

A ficção desta peça é sobre a vida que não conhecemos de Francisco de Assis, ainda antes de este ser santo.
Está dividida em 2 actos organizados internamente a partir de entradas e saídas de personagens.
Está traduzida para diversos idiomas estrangeiros, sendo a versão Italiana da tradutora Giulia Lanciani.